# Rosenkranzfest

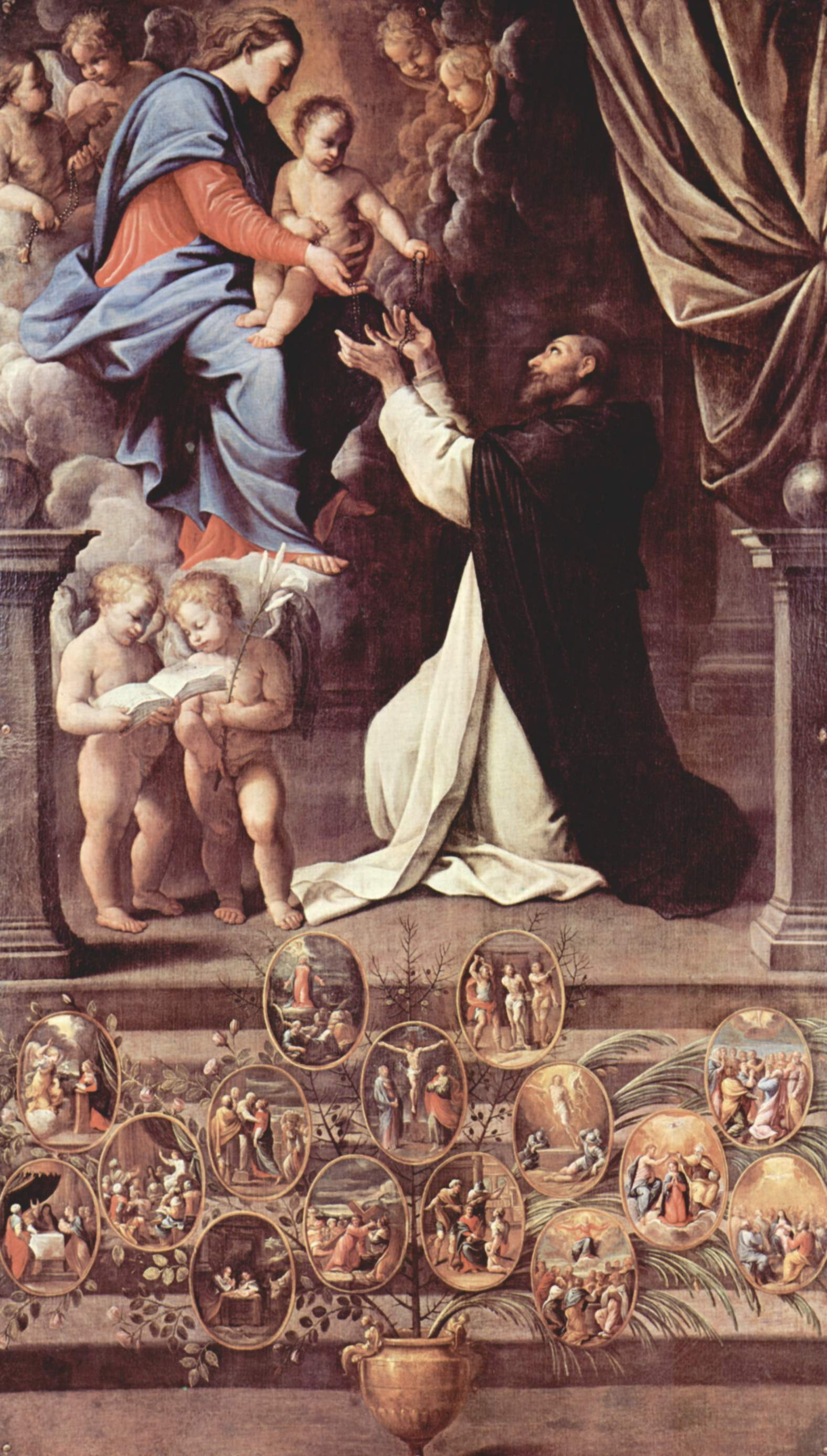
Guido Reni: Hl. Dominikus empfängt den Rosenkranz bei einer Marienerscheinung (um 1596–1598)

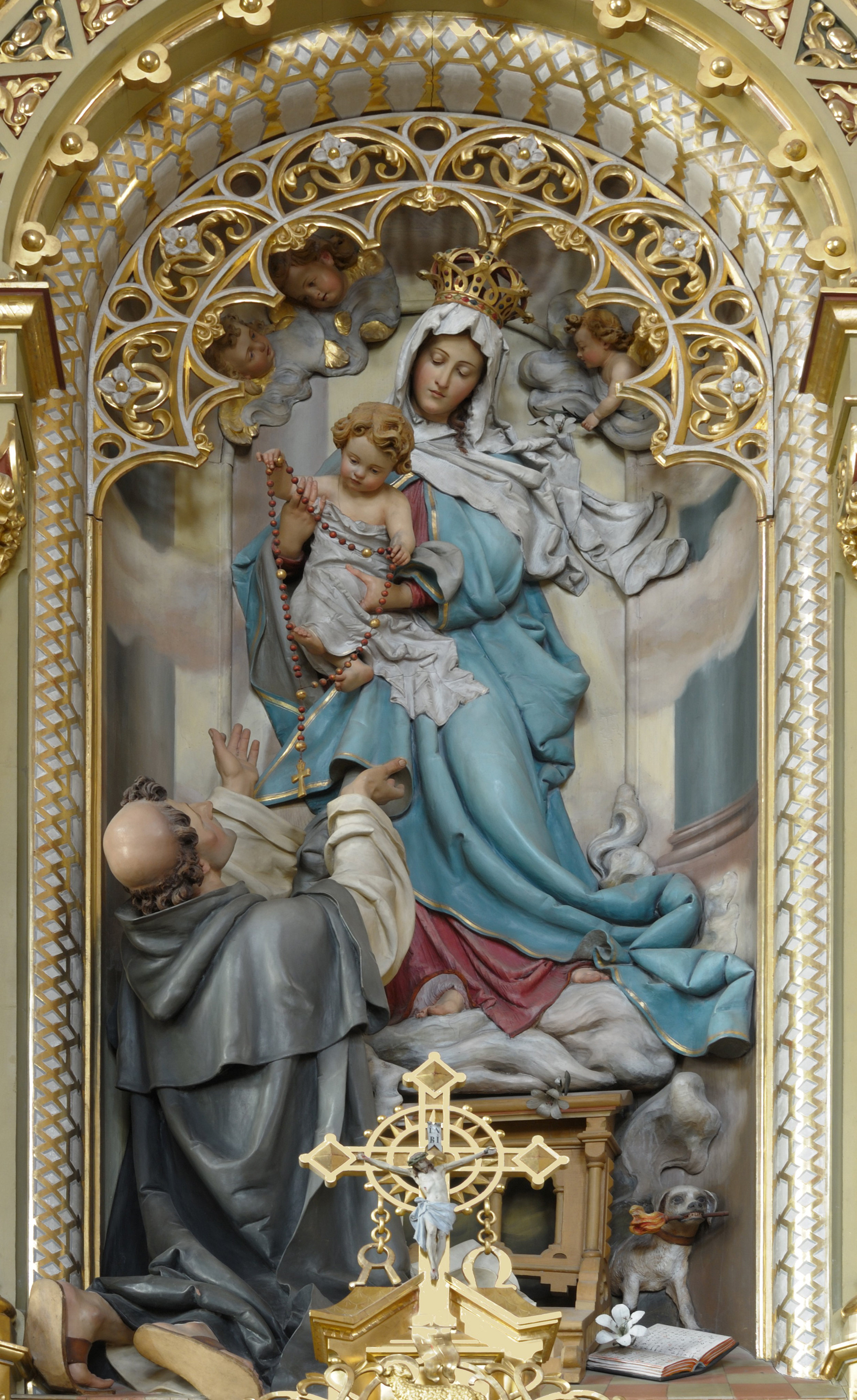
Josef Mersa: Rosenkranzmadonna in der Rosenkranzkapelle der Pfarrkirche St. Ulrich in Gröden (um 1905)

Das „Fest der allerseligsten Jungfrau Maria vom Rosenkranz“ (lateinisch Festum Beatae Mariae Virginis a Rosario), kurz Rosenkranzfest genannt, wird in der Liturgie der katholischen Kirche am 7. Oktober gefeiert.

## Geschichte
Das Rosenkranzfest, ein Ideenfest, wurde von Papst Pius V. (Papst 1566–1572) als Gedenktag „Unserer Lieben Frau vom Siege“ gestiftet, der damit seinen Dank für den Sieg der christlichen Flotte in der Seeschlacht von Lepanto (1571) ausdrücken wollte. Es wurde am ersten Sonntag im Oktober begangen. Schon zwei Jahre später wurde es von Papst Gregor XIII. in „Unsere Liebe Frau vom Rosenkranz“ umbenannt. Im Jahr 1716, nach dem Sieg der kaiserlichen Truppen unter dem Kommando des Prinzen Eugen von Savoyen über das Osmanische Reich in der Schlacht von Peterwardein, damals Königreich Ungarn, nahm man das Fest in den Römischen Generalkalender auf. Im Jahr 1913 legte man es auf den 7. Oktober fest.

## Verehrung
Besonders in Spanien und im spanisch-portugiesischen Kolonialreich entstanden viele Kirchen, die der Nuestra Senora del Rosario geweiht waren; auch ganze Städte wählten sie als Schutzpatronin (z. B. Rosario (Santa Fe)). In Tirol wird der erste Sonntag im Oktober auch als Rosenkranzsonntag bezeichnet. In einigen Gemeinden wie etwa in Nauders, Imst, Axams, Oberhofen, Thaur oder Telfes finden auch eucharistische Prozessionen statt.

## Patrozinien
- Rosenkranzkirche